# يكة خيطية
يكة خيطية  أو إِبْرَةُ آدَمَ (الاسم العلمي:Yucca filamentosa) هي نوع من النباتات تتبع جنس اليكة من الفصيلة الهليونية.

## الموئل والانتشار
موطنه الأصلي الجزء الشرقي من أمريكا الشمالية.

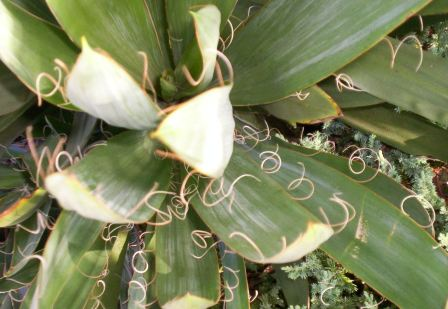
حواف أوراق اليوكا الخيطية